# Przez $ jak...
Przez $ jak... – piąty album polskiego producenta muzycznego Ośki. Został wydany 18 listopada 2004 r. nakładem wytwórni Camey Studio. Za produkcję w całości odpowiadał sam Ośka. Gościnnie wystąpili między innymi Ten Typ Mes, Borixon, Numer Raz, Pjus, Stasiak czy Teka. Singlem promującym płytę był utwór „Bezele kochanie”, na którym wystąpiło trio Bezele, w skład którego wchodzili Tede, Kołcz i Kiełbasa. Piosenka stała się hitem.

## Lista utworów
Źródło.
1. „Ośka przez $ jak... Intro”
2. „Tak zapomnieć” (gościnnie: Ten Typ Mes, Trish)
3. „Muzyka” (gościnnie: Borixon)
4. „Przesiąkłem tym” (gościnnie: Onar)
5. „Skit”
6. „Łapie chwile” (gościnnie: Numer Raz)
7. „Być sobą” (gościnnie: Selma)
8. „Milion” (gościnnie: Jano)
9. „Skit 22"
10. „Bezele kochana” (gościnnie: Bezele)
11. „Prze-ziomy” (gościnnie: Stasiak)
12. „W tych klubach” (gościnnie: Teka, Cayra)
13. „Skit”
14. „Czas to zmienić” (gościnnie: Pezet, Stasiak)
15. „Między słowami” (gościnnie: Pjus, Ewa)
16. „Nie ograniczaj mnie” (gościnnie: Nowator)
17. „Outro”
18. „Prze-ziom (Remix)” (gościnnie: Stasiak)